# Stomorhina cribata
Stomorhina cribata är en tvåvingeart som först beskrevs av Jacques-Marie-Frangile Bigot 1874.  Stomorhina cribata ingår i släktet Stomorhina och familjen Rhiniidae. Inga underarter finns listade i Catalogue of Life.